# Prince of Persia (bande dessinée)
Prince of Persia (Prince of Persia: The Graphic Novel) est un comic book américain considéré comme un roman graphique, inspiré de la série de jeux vidéo Prince of Persia de Jordan Mechner, sorti en 2008.
Il met en scène une histoire alternative à celle des différents cycles du jeu vidéo intégrant des personnages de plusieurs cycles comme Shirin de Prince of Persia 3D. En France, le roman graphique est publié en deux tomes.